# Kościół Wniebowzięcia Najświętszej Maryi Panny w Starych Babicach
Kościół Wniebowzięcia Najświętszej Maryi Panny – rzymskokatolicki kościół parafialny należący do parafii pod tym samym wezwaniem w dekanacie laseckim archidiecezji warszawskiej.
Pierwotnie była to murowana świątynia ufundowana przez kanclerza koronnego Jana Sebastiana Szembeka. Zaprojektowana została przez architekta Karola Baya. Kościół posiadał jedną nawę i reprezentował styl barokowy. Efektowna fasada została zwieńczona półkolistym szczytem. Świątynia została konsekrowana w dniu 24 listopada 1754 roku przez biskupa inflanckiego Antoniego Kazimierza Ostrowskiego. Później Kościół został przebudowany w latach 1889−1902 przez znakomitego warszawskiego architekta Józefa Piusa Dziekońskiego. Rozebrane zostały zakrystia i prezbiterium, dobudowane zostały dwie nawy boczne, co znacznie zwiększyło rozmiar budowli. Ostatnim dobudowanym elementem jest wieża wzniesiona w latach 20. XX wieku. Wnętrze świątyni jest skromne. Ze starej budowli został zachowany ołtarz umieszczony w kaplicy usytuowanej na lewo od prezbiterium. Dawniej pełnił funkcję ołtarza głównego. Nowy, większy ołtarz jest ozdobiony dwoma obrazami namalowanymi w XIX wieku.